# Corrupção em Bangladesh
A corrupção em Bangladesh tem sido um problema contínuo. De acordo com todas as principais instituições de classificação, Bangladesh se encontra rotineiramente entre os países mais corruptos do mundo. O Índice de Percepção da Corrupção de 2017 da Transparency International classifica o país em 143º lugar dentre 180 países. Os setores públicos conduzidos pelo governo são os setores mais corrompidos do país. A Comissão Anti-Corrupção foi criada em 2004, mas é considerada ineficaz na investigação e prevenção da corrupção por causa do controle governamental sobre ela.

## Corrupção por setor
No total, 45% dos habitantes de Bangladesh consideram os partidos políticos como corruptos, enquanto 41% consideram o parlamento como corrupto. Polícia e judiciário são vistos como os mais corruptos. Muitos políticos são considerados criminosos, enquanto os partidos "acreditam que abrigam criminosos e terroristas", segundo a TI Bangladesh. As partes rotineiramente trocam fundos partidários por favores ou os pagam por extorsão. Eles também usam indevidamente fundos do estado para comprar empregos, licenças e contratos para membros do partido e outros fins. As finanças partidárias são em grande parte não transparentes; apesar dos regulamentos exigirem relatórios para a comissão eleitoral, os relatórios são escassos ou ausentes e o não cumprimento raramente é punido. Além disso, tanto o parlamento como os partidos políticos estão sob a influência de negócios, com 56% dos deputados atualmente sendo pessoas de negócios.

## Governo
A corrupção é abundante nos escritórios do governo de Bangladesh. Muitos funcionários recebem salários sem ter qualquer trabalho real atribuído. Os funcionários são recrutados e promovidos por motivos que não são objetivamente claros. A solicitação de subornos é comum. Em uma pesquisa de 2013, 76% dos entrevistados disseram que a corrupção era um problema no setor público e 39% disseram que haviam pago um suborno nos 12 meses anteriores. Os subornos eram especialmente comuns quando se lida com a polícia (72%), o judiciário (63%), serviços de terras (44%) e serviços de registro e permissão (33%). Os subornos foram pagos para obter um serviço (58%), para acelerar o serviço (33%), agradecer (7%) ou obter serviços mais baratos (3%). Esses números, embora não impressionantes, marcam uma melhora significativa em relação a 2010.